# NGC 4011
NGC 4011 is een lensvormig sterrenstelsel in het sterrenbeeld Leeuw. Het hemelobject werd op 26 april 1878 ontdekt door de Deens-Ierse astronoom Johan Dreyer.

## Synoniemen
- ZWG 127.121
- PGC 37674